# Filtre de condensador

Un filtre de condensador és un circuit elèctric format per l'associació de díode i condensador destinat a filtrar o aplanar l'arrissat, donant com a resultat un senyal elèctric de corrent continu la tensió del qual no varia pràcticament en el temps. El circuit és el mateix que el que normalment s'usa en la rectificació però afegint-hi un condensador, de manera que igual que hi ha rectificadors de mitja ona i d'ona completa hi ha filtres de condensador de mitjana i ona completa.

## Principi de funcionament
Suposant que el díode és ideal, és a dir, condueix polaritzat en directa i no condueix quan està polaritzat en inversa i inicialment el condensador està descarregat. Suposant que la tensió d'entrada és sinusoidal. Al principi, per ser aquesta positiva polaritza el díode en directa i aquest mena, de manera que la tensió en el condensador vo és igual a la d'entrada (vo = vi).
Quan s'arriba al màxim de tensió (VM) el condensador ha completat la seva càrrega ia partir de llavors el senyal d'entrada comença a disminuir. Quan això passa el condensador intenta descarregar a través del díode però com que la polarització és inversa no condueix, el condensador no pot llavors descarregar quedant-se amb una tensió entre borns vo = VM que es mantindrà permanentment sigui quina sigui la tensió d'entrada. En definitiva, la tensió sinusoidal d'entrada, corrent altern, s'ha convertit en corrent continu.
Si per qualsevol circumstància el senyal d'entrada arribés un nou màxim V'M > VM, el condensador simplement es carregaria fins a aquesta tensió quedant després un corrent continu de valor V'M.

## Filtre de mitja ona
En un circuit real el propòsit de la conversió és alimentar algun dispositiu de corrent continu, de manera que en paral·lel amb el condensador haurà una càrrega representada per la resistència RL. En aquest cas el condensador pot, a partir del màxim de la tensió d'entrada i amb el díode en inversa, descarregar a través de la càrrega.
A mesura que el condensador es va descarregant la tensió d'entrada va disminuint fins a arribar al mínim per posteriorment augmentar; evidentment essent l'entrada creixent i la tensió en el condensador decreixent arriba un punt en què tots dos valors coincideixen, moment en què el díode es polaritza en directa i el condensador comença a recarregar fins al següent màxim de la tensió d'entrada.
La tensió a la càrrega no és ara uniforme o constant, com succeïa en el cas anterior, sinó aproximadament triangular. A la pràctica interessa que la tensió sigui el més uniforme possible per a això el producte RLC haurà de ser gran (condensadors d'alta capacitat); situació en la qual els trams ascendent i descendent de la tensió de sortida poden, amb suficient aproximació, substituir-se per línies rectes.

### Anàlisi del circuit
A partir de les lleis de Kirchoff, la intensitat del corrent que travessa el díode (i  D ) quan condueix es reparteix després entre resistència (i  L ) i condensador (i  C ), és a dir:
{\displaystyle I_{D}=i_{L}+i_{C}}
Essent vi = VMsin(ωt) la tensió d'entrada i ω = 2πf/f la freqüència del corrent altern. Sabent que és coincident amb la de la càrrega i el condensador (vo) quan el díode condueix, les intensitats que travessen resistència i condensador seran respectivament:
{\displaystyle I_{L}={v_{o} \over R_{L}}={V_{M} \over R_{L}}{\mbox{sen}}(\omega t)}
{\displaystyle I_{C}=C{dv_{o} \over dt}=C\omega V_{M}{\mbox{cos}}(\omega t)}
Per tant:
{\displaystyle i_{D}={V_{M} \over R_{L}}{\mbox{sen}}(\omega t)+C\omega V_{M}{\mbox{cos}}(\omega t)}
Quan la intensitat iD es fa zero, el díode deixa de conduir. Aquesta condició es manifesta en l'instant t₂ tal que:
{\displaystyle {\mbox{tg}}(\omega t_{2})=-C\omega R_{L}}
on el signe negatiu expressa que aquesta condició es dona un cop superat el màxim de la tensió d'entrada (T/4). En la pràctica la diferència és tan petita que es pot menysprear i admetre que el díode comença a conduir arribat al màxim de la tensió d'entrada.

## Aplicacions
Aquest circuit pot usar-se, en fonts d'alimentació per aconseguir transformar la tensió alterna de l'entrada en contínua a la sortida. Normalment forma part de circuits de potència més complicats com són els convertidors de potència. En aquests casos el valor del condensador ha de ser alt.
Ajustant el valor del condensador perquè tingui un major marge de variació pot utilitzar aquest circuit per a la demodulació de senyals AM, el resultat és un senyal semblant a l'envolupant del senyal modulat. Per aquesta aplicació el valor del condensador és molt menor que en l'anterior i dependent de l'índex de modulació.